# 五氟氯化铀
五氟氯化铀是一种无机化合物，化学式为UClF5。它可由六氟化铀和氯化氢（或三甲基氯硅烷）反应制得。如果以三氯化硼、三氯化铝或四氯化钛为氯化剂，则会产生六氯化铀。它是一种氧化剂，和二氧化氮在低温下反应，生成五氟化铀和硝酰氯；和四氟乙烯反应，可以得到CF2XCF2Cl（X=F或Cl），自身被还原为五氟化铀或四氟化铀。